# Bakkwa

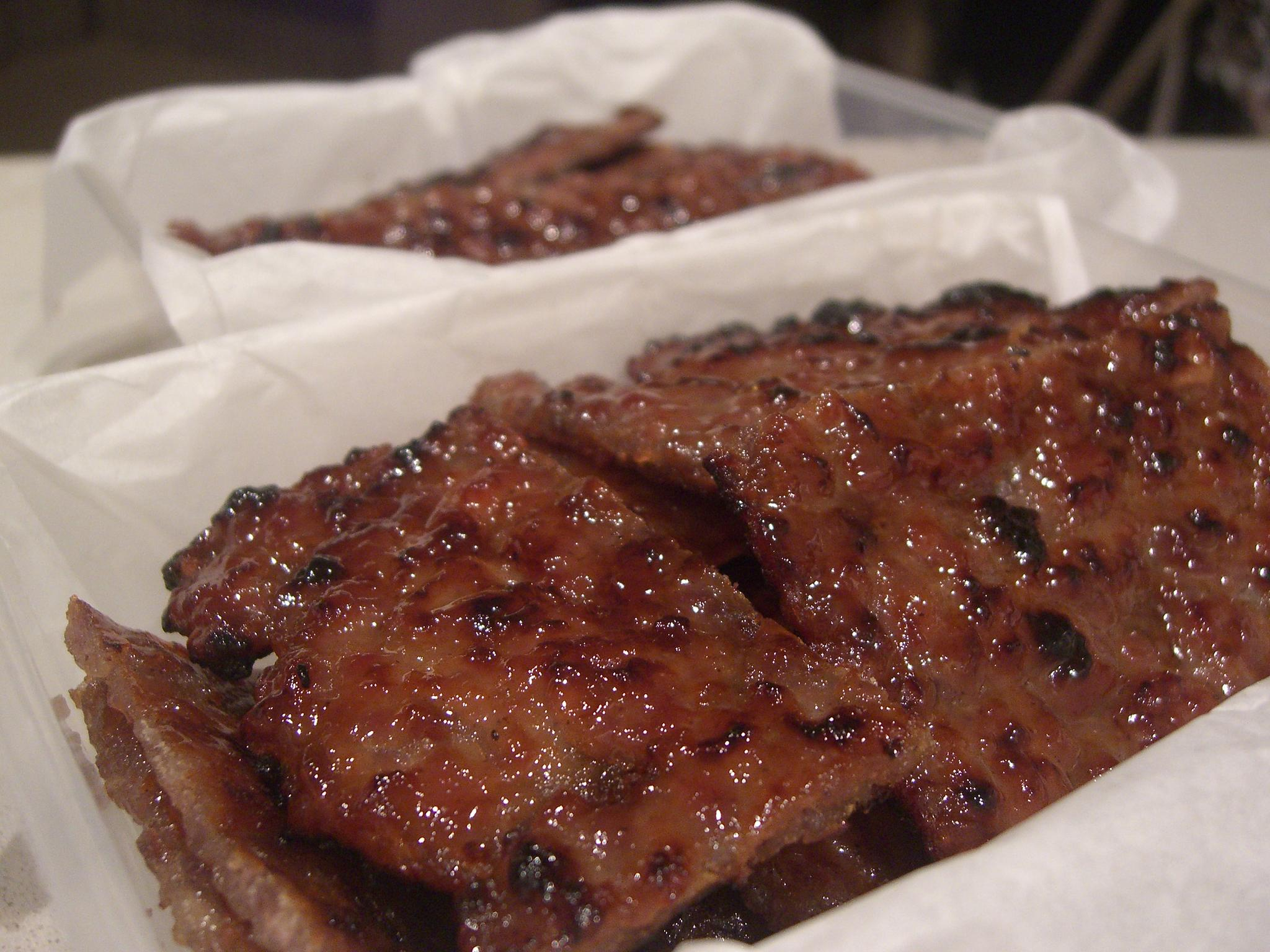
Bak kwa

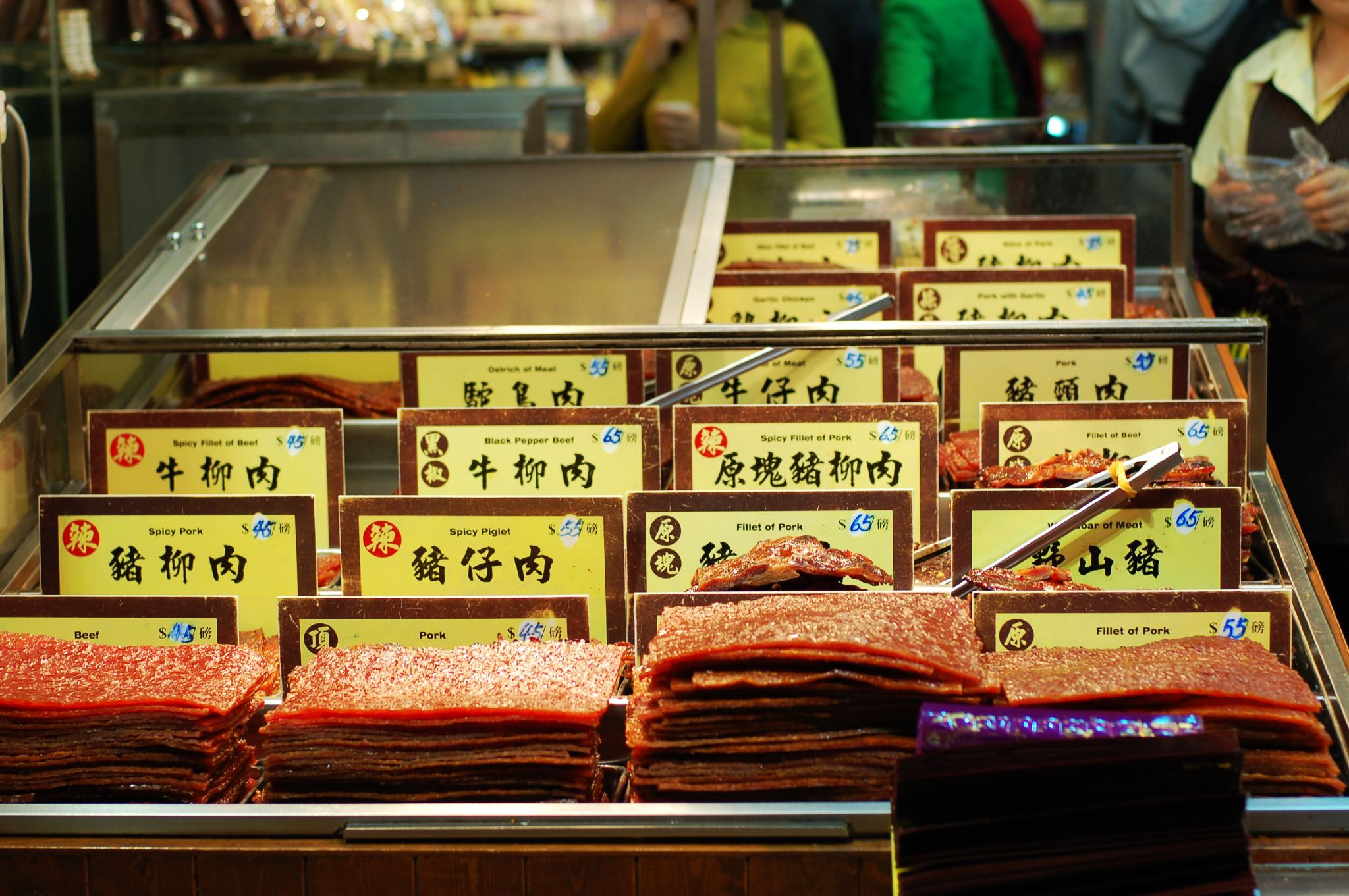

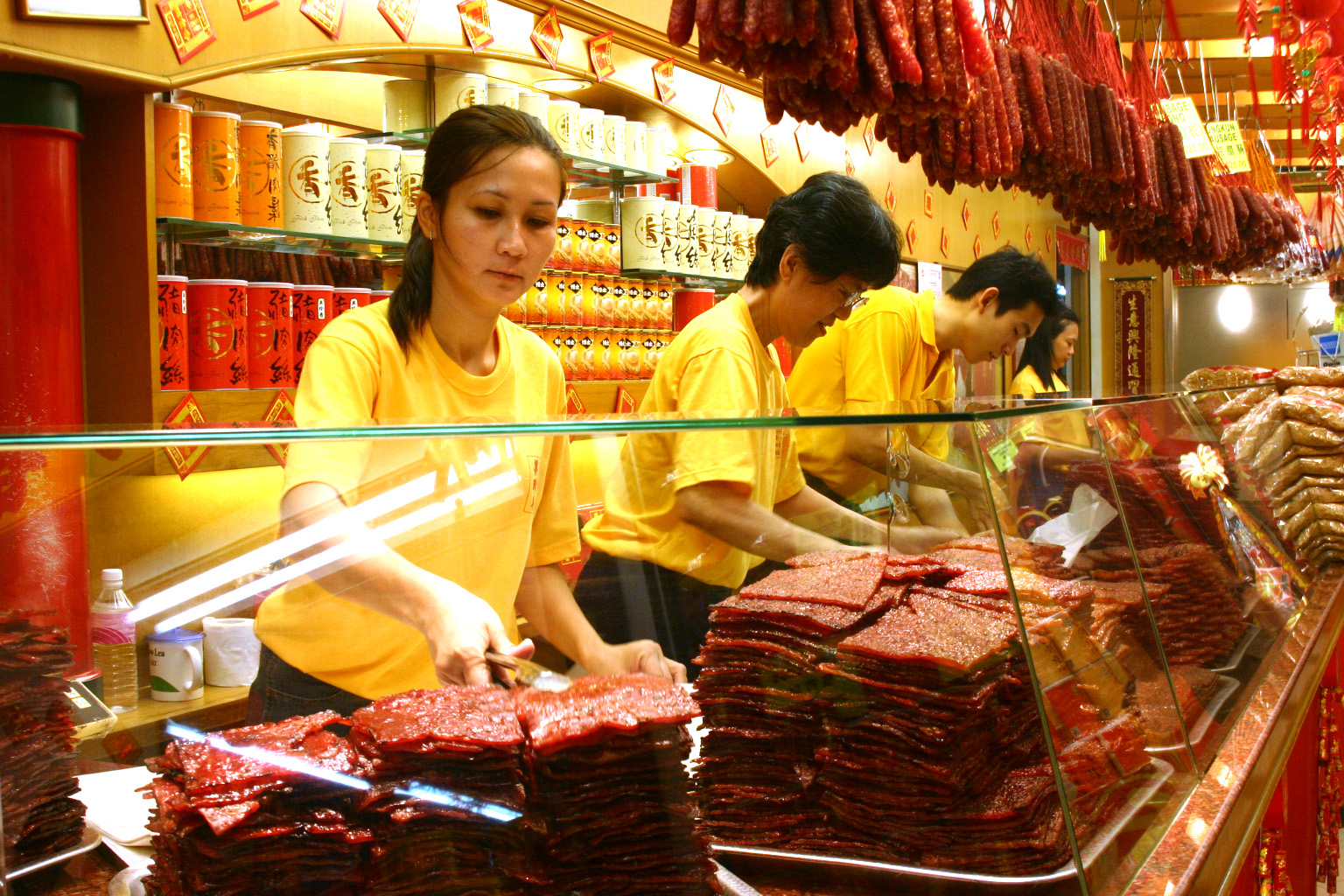
Loja

Bakkwa (ou "bak kwa", 肉干, em língua chinesa ou mandarim) ou "rougan" (ou "rou gan", 肉干, em língua hokkien), é uma forma de conservação de carne tradicional da China, em que a carne de vaca, porco ou carneiro é curada com açúcar, sal, molho de soja e especiarias e depois seca e grelhada; ambas as expressões significam “carne seca”. Esta iguaria é originária da província de Fujian, mas tornou-se um prato favorito em Singapura e na Malásia, especialmente durante o Ano Novo Chinês. 
Este prato terá origem nas populações pobres, onde o consumo de carne só era possível durante o Ano Novo; as sobras eram cortadas em fatias finas, marinadas, secas ao ar livre e depois assadas numa placa. Quando os imigrantes trouxeram esta iguaria para Singapura e Malásia, ela tomou novas caraterísticas, com tempero mais doce e assada em brasas de carvão, o que lhe dá um agradável sabor a fumo. A primeira e mais antiga banca de bak kwa em Singapura é Kim Hock Guan, estabelecida em 1905.

## Preparação
Existem duas variedades de bak kwa em Singapura: com carne de porco moída e em fatias, a primeira mais gorda e macia. Para além disso, foram aparecendo outras variantes, incluindo bak kwa de vaca e galinha, ou mesmo de pato, crocodilo, avestruz ou lagosta. Outra variante com carne de porco consiste em carne da barriga (entremeada), havendo ainda preparações com ginseng e ananás.
As receitas encontradas, de bak kwa feita em casa, baseiam-se em carne de porco moída, que se mistura com açúcar, vinho chinês de arroz, molho de soja, molho de peixe, molho de ostra, molho de caramelo escuro, cinco-perfumes-chineses, sal e mel, até ficar transformada num creme grosso, que se guarda na geleira durante várias horas. Depois, estende-se numa camada fina com os dedos num tabuleiro de ir ao forno e assa em forno brando até a carne mudar de cor e secar à superfície, mas sem deixar assar. Deixa-se arrefecer e corta-se em pedaços, normalmente quadrados, do tamanho desejado; volta ao forno, mas agora para grelhar com uma fonte de calor superior ou, na falta, numa churrasqueira de carvão ou gás, até ficar levemente queimado; vira-se e deixa-se assar do outro lado. 
Dependendo da quantidade de carne e número de comensais, podem congelar-se os quadrados que não serão imediatamente consumidos, antes de os assar, separando-os com folhas de polietileno. 